# Stazione di Saarbrücken Centrale
La stazione di Saarbrücken Centrale (in tedesco Saarbrücken Hbf) è la principale stazione ferroviaria della città tedesca di Saarbrücken.

## Storia
Il fabbricato viaggiatori originario, gravemente danneggiato durante la seconda guerra mondiale, fu ripristinato provvisoriamente nel 1952.
La costruzione del nuovo fabbricato definitivo iniziò nel 1960 con l'erezione di un corpo alto di sette piani, destinato ad ospitare gli uffici delle direzioni ferroviarie di Saarbrücken e Treviri, che fu compiuto nel 1966; successivamente vennero costruiti i locali per i viaggiatori, completati nel 1971.
Pur prevista dal progetto, non fu invece costruita l'ala laterale che avrebbe dovuto ospitare un albergo.

### Esplicative
1. ↑  Abbreviazione di Saarbrücken Hauptbahnhof, letteralmente "Saarbrücken stazione principale".

### Bibliografiche
1. 1 2  Schack (2004), p. 185.
2. ↑  Schack (2004), p. 59.